# Impasse Nationale
L'impasse Nationale est une voie située dans le quartier de la Gare du 13e arrondissement de Paris.

## Situation et accès
L'impasse Nationale est desservie à proximité par la ligne 7 à la station Porte d'Ivry et par la ligne 3a du tramway d'Île-de-France.

## Origine du nom
Son nom renvoie à la Révolution de 1848 en raison de sa proximité avec la rue éponyme.

## Historique
Cette impasse, créée au XIXe siècle au statut de voie publique, a été ouverte à la circulation en 1959.